# Zezé Assis
José Assis, detto Zezé (Luanda, 2 gennaio 1962 – Luanda, 19 agosto 2007), è stato un cestista angolano.

## Carriera
Con l'Angola ha disputato i Campionati mondiali del 1986.